# Bryan Nouvier
Bryan Jerome Gilbert Nouvier (sinh ngày 21 tháng 6 năm 1995) là một cầu thủ bóng đá người Pháp thi đấu cho câu lạc bộ România CFR Cluj ở vị trí tiền vệ chạy cánh hay tiền vệ tấn công.

## Sự nghiệp câu lạc bộ
Vào tháng 8 năm 2015, Nouvier ký bản hợp đồng 3 năm với đội bóng România CFR Cluj.

## Thống kê sự nghiệp

### Câu lạc bộ
Tính đến 18 tháng 7 năm 2017
| Câu lạc bộ          | Mùa giải            | Giải vô địch | Giải vô địch | Cúp     | Cúp       | Cúp Liên đoàn | Cúp Liên đoàn | Châu Âu | Châu Âu   | Khác    | Khác      | Tổng cộng | Tổng cộng | Tổng cộng |
| Câu lạc bộ          | Mùa giải            | Số trận      | Bàn thắng    | Số trận | Bàn thắng | Số trận       | Bàn thắng     | Số trận | Bàn thắng | Số trận | Bàn thắng | Số trận   | Bàn thắng |           |
| ------------------- | ------------------- | ------------ | ------------ | ------- | --------- | ------------- | ------------- | ------- | --------- | ------- | --------- | --------- | --------- | --------- |
| Metz B              | 2012–13             | 1            | 0            | 0       | 0         | –             | –             | –       | –         | –       | –         | 1         | 0         |           |
| Metz B              | 2013–14             | 7            | 0            | 0       | 0         | –             | –             | –       | –         | –       | –         | 7         | 0         |           |
| Metz B              | 2014–15             | 22           | 3            | 0       | 0         | –             | –             | –       | –         | –       | –         | 22        | 3         |           |
| Tổng cộng           | Tổng cộng           | 30           | 3            | 0       | 0         | –             | –             | –       | –         | –       | –         | 30        | 3         |           |
| CFR Cluj            | 2015–16             | 29           | 4            | 5       | 0         | 2             | 0             | –       | –         | –       | –         | 36        | 4         |           |
| CFR Cluj            | 2016–17             | 32           | 0            | 2       | 0         | 2             | 0             | –       | –         | 1       | 0         | 37        | 0         |           |
| CFR Cluj            | 2017–18             | 1            | 0            | 0       | 0         | –             | –             | –       | –         | –       | –         | 1         | 0         |           |
| Tổng cộng           | Tổng cộng           | 62           | 4            | 7       | 0         | 4             | 0             | –       | –         | 1       | 0         | 74        | 4         |           |
| Tổng cộng sự nghiệp | Tổng cộng sự nghiệp | 92           | 7            | 7       | 0         | 4             | 0             | –       | –         | 1       | 0         | 104       | 7         |           |

1. ↑  Includes the Siêu cúp bóng đá România

## Danh hiệu

### Câu lạc bộ
CFR Cluj
- Liga I: 2017–18
- Cúp bóng đá România: 2015–16
- Siêu cúp bóng đá România: Á quân 2016